# Kolumbia na Letnich Igrzyskach Olimpijskich 2004
Kolumbię na XXVIII Letnich Igrzyskach Olimpijskich w Atenach reprezentowało 53 sportowców (21 kobiet i 32 mężczyzn) w 15 dyscyplinach. Był to 16 start Kolumbijczyków na letnich igrzyskach olimpijskich.

## Zdobyte medale
| Medal | Zawodnik          | Dyscyplina sportowa  | Konkurencja                             |
| ----- | ----------------- | -------------------- | --------------------------------------- |
| Brąz  | Mabel Mosquera    | Podnoszenie ciężarów | do 53 kg kobiet                         |
| Brąz  | María Luisa Calle | Kolarstwo            | kolarstwo torowe jazda na punkty kobiet |